# Opius minorecella
Opius minorecella är en stekelart som beskrevs av Fischer 2000. Opius minorecella ingår i släktet Opius och familjen bracksteklar. Inga underarter finns listade i Catalogue of Life.